# ホークスサミット
ホークスサミットは、全国の「鷹」の字を含む自治体が、相互の友好と親善を深め協力し合っていこうと旧鷹巣町が提唱した会議。2007年（平成19年）3月末解散。

## 概要
1989年（平成元年）8月26日に、第一回サミットが三鷹市誕生百周年記念事業として行われ、「同じ鷹の名がつく縁で結ばれたきずなをもとに、相互の友好と親善を深めながら、人や文化、産業等の交流、情報の交換を通して、豊かで魅力ある地域社会をつくることに合意した」という共同宣言を出した。
1995年の阪神・淡路大震災を教訓に、5市町が、有効期限を3年間とした災害相互応援協定を締結した。
1998年（平成10年）の第10回サミットを最後に休止状態となり、2007年（平成19年）3月末に解散したが、現在でも文化交流・防災援助などが各自治体間でなされている。

## 参加自治体
- 北海道鷹栖町（たかすちょう）
- 秋田県鷹巣町（たかのすまち） - 現・北秋田市
- 山形県白鷹町（しらたかまち）
- 東京都三鷹市（みたかし）
- 長崎県鷹島町（たかしまちょう） - 現・松浦市